# Нагорний Олександр Васильович
Олекса́ндр Васи́льович Наго́рний (28 серпня (10 вересня) 1887, Харків — 11 травня 1953, Харків) — український радянський фізіолог та геронтолог, професор Харківського університету, член-кореспондент АН УРСР.

## Життєпис
Народився в сім'ї писаря міської управи, родовід тягнеться до козаків Чернігівської землі.

### Навчання
У 1906 р. закінчив навчання в Першій Харківській класичній гімназії із золотою медаллю.
У 1912 р. закінчив натуральне відділення фізико-математичного факультету Харківського університету з дипломом 1-го ступеня. У студентські роки спеціалізувався в царині порівняльної фізіології (керівник — професор М. Ф. Бєлоусов). Цього ж року за студентську роботу по вивченню дихання у комах удостоєний університетської премії ім. професорів Степанових (робота видана у 1913 р. у вигляді монографії).

### Робота
1912 року почав працювати в лабораторії порівняльної фізіології Харківського університету лаборантом, а з 1915 р — асистентом.
Під час Першої світової війни та після жовтневого перевороту викладав в земській фельдшерській школі, на курсах сестер Червоного Хреста і удосконалення ротних фельдшерів. У 1919—1924 рр. читав лекції при військово-санітарному підвідділі Губздрава, на робітничо-санітарних курсах.
У 1922 р. склав магістерські іспити та став приват-доцентом Харківського інституту народної освіти (з 1933 р — знову університет).
У 1921 р. через розформування університету і надання кафедрам лише навчально-методичних функцій, взяв участь в заснуванні науково-дослідницької кафедри зоології. З 1921 р. працював її науковим співробітником, з 1927 р. — дійсним членом її секції порівняльної фізіології.
У 1924 р. обраний професором.
У 1926 р. проходив стажування в колоїдно-хімічному інституті в Франкфурті-на-Майні.
З 1929 р. — завідувач кафедри порівняльної фізіології (надалі кафедра фізіології людини і тварин), керував нею до закінчення свого життя).
У 1930 р на базі кафедри зоології разом з Г. Ф. Арнольдом, І. М. Буланкіним та іншими вченими організував Харківську філію Українського зообіологіческого інституту (з 1933 р — науково-дослідний зоолого-біологічний інститут ХДУ). Очолював в ньому сектор загальної фізіології (до 1941 р.), а з 1935 р. (після смерті Г. Ф. Арнольда) — був також його директором.
Читав загальні курси фізіології, а до 1933 р також колоїдної та біологічної хімії, ряд курсів спеціалізації в ХДУ. Також читав курси лекцій в зоотехнічному, медичному, ветеринарному хіміко-фармацевтичному, Технологічному і сільськогосподарському інститутах, де викладав за сумісництвом. У Сільськогосподарському інституті також завідував кафедрою анатомії та фізіології домашніх тварин.
У 1933 р. за активного сприяння Нагорного на базі кафедри фізіології було створено кафедру біохімії, яку очолив його учень — видатний біохімік І. М. Буланкін.
У 1934 р. Нагорному присвоюється вчене звання професора, а в 1936 р. присуджується ступінь доктора біологічних наук без захисту дисертації.
Водночас із роботою в університеті, у 1935—1941 рр. очолював лабораторію фізіології Українського інституту експериментальної медицини, у 1936—1941 рр. завідував також кафедрою зоотехнічного інституту.
В роки німецько-радянської війни разом з університетом евакуювався в місто Кзилорда Казахської РСР. Керував кафедрою фізіології та біохімії Об'єднаного (Харківського і Київського) Українського університету. Одночасно з цим працював проректором з наукової роботи та завідувачем кафедри зоології Кзил-Ординського педагогічного інституту. У 1942—1944 рр. також обіймає посаду заступника голови науково-технічної ради при облвиконкомі.
Після повернення з евакуації до Харкова, з 1944 року поновив керівництво кафедрою фізіології людини і тварин та очолив науково-дослідний інститут біології Харківського університету.
У 1944—1948 рр. був проректором з наукової роботи університету.
У 1948 р. обраний членом-кореспондентом АН УРСР.
Помер після важкої тривалої хвороби.

## Участь у наукових товариствах

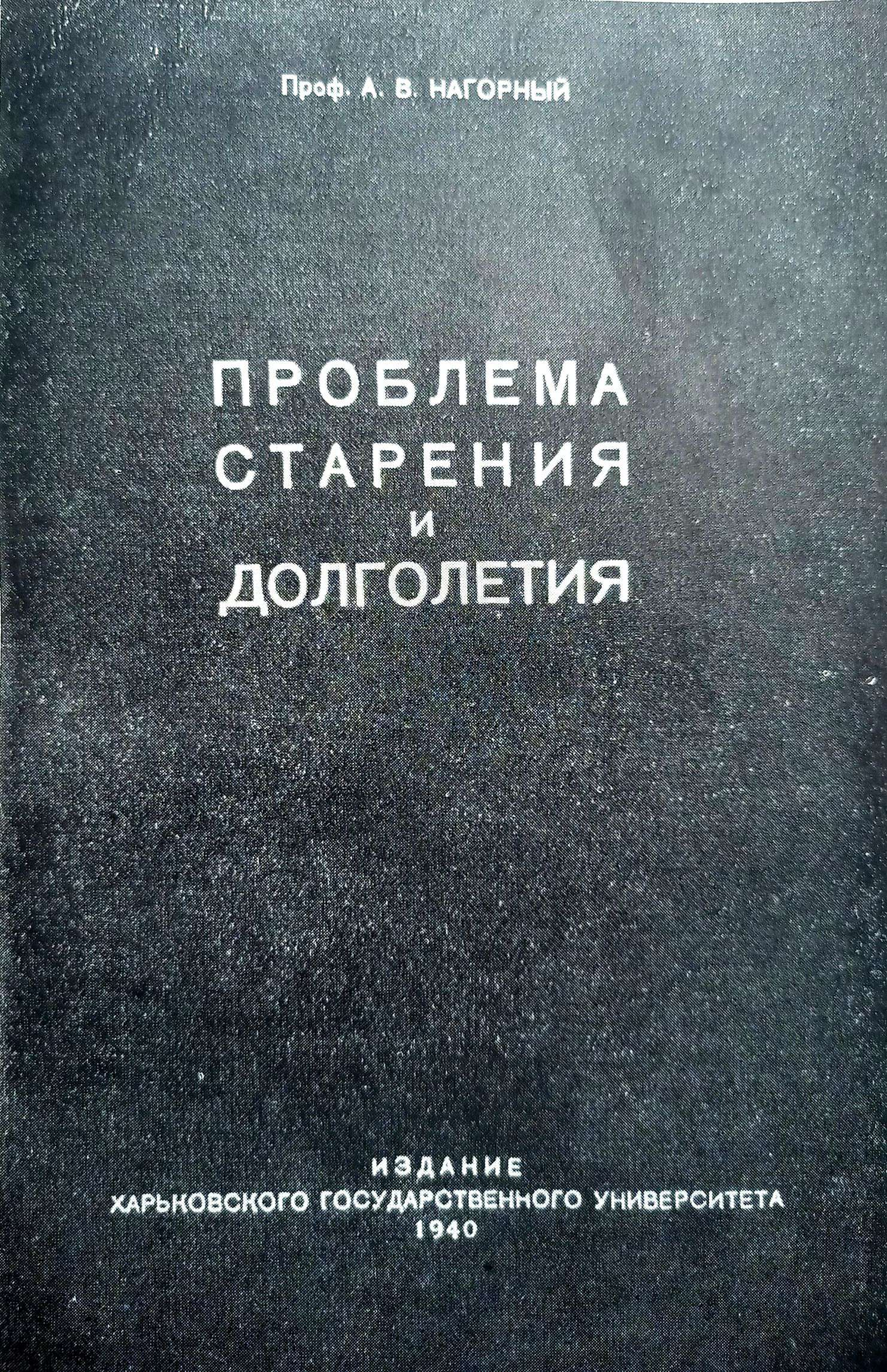
Монографія «Проблема старения и долголетия» (Проблема старіння та довголіття)

- 1914 — дійсний член, в 1919—1930 рр. — секретар Харківського товариства дослідників природи (прийнятий до Товариства без проходження обов'язкового кореспондентського стажу).
- 1917 — почесний член Всеросійського товариства ротних фельдшерів.
- 1918 — дійсний член Харківського медичного наукового товариства.
- 1929  — разом з О. В. Палладіним створює Українське товариство фізіологів, біофізиків та фармакологів.
- 1948 — дійсний член Харківського терапевтичного наукового товариства.

## Наукова діяльність
Наукові інтереси формувалися спочатку в області порівняльної фізіології, поступово поширилися на вивчення колоїдно-хімічного стану організму в процесі його старіння. Пізніше Нагорний зосередився на проблемах вікового розвитку організму, старіння та продовження життя.
У 1940 р. разом з учнями сформулював теорію затухаючого самооновлення протоплазми як одного з чинників старіння.
Є автором понад 20 монографій та збірників, 160 наукових праць з питань вікової фізіології та біохімії, 13 підручників та навчальних посібників, програм з анатомії, фізіології, біологічної та колоїдної хімії.
Засновник Харківської школи онтофізіологов.

## Нагороди та визнання
Нагороджений Грамотою Кзилординського облвиконкому (1943) та Почесною Грамотою Верховної Ради Казахстану (1944) за внесок у розвиток науково-продуктивних сил республіки.
З 1943 р. — Заслужений діяч науки УРСР.
У 1944 р. нагороджений орденом Червоної Зірки, 1948 — Трудового Червоного Прапора, З 1946 — відмінник народної освіти УРСР,. Нагороджений почесною грамотою ЦК ВЛКСМ.

## Послідовники, школи, пам'ять
Багато учнів Нагорного стали докторами та кандидатами наук, а І. М. Буланкін та В. М. Нікітін — академіками АН УРСР.
В Харківському університеті його ім'я носить аудиторія, заснована стипендія імені Нагорного. Харківське відділення науково-медичного товариства присуджує премію імені Нагорного.
Похований на в Харкові на міському цвинтарі № 2.